# National Independent Soccer Association
A National Independent Soccer Association (NISA) é uma liga profissional de futebol masculino nos Estados Unidos, que teve sua temporada inaugural em agosto de 2019.

## História
Em 6 de junho de 2017, foi anunciado que a recém-formada National Independent Soccer Association começaria a jogar em 2018, tendo como alvo um time inicial de 8 a 10 equipes, posteriormente revisado para 8 a 12 equipes. A liga também delineou planos para introduzir um sistema de acesso/descenso, uma vez que eles atinjam o objetivo de 24 equipes, sendo assim a primeira liga de futebol profissional a ter esse sistema.
Em 13 de fevereiro de 2018, o co-fundador da NISA, Jack Cummins, morreu repentinamente.
Em 17 de maio de 2018, o co-fundador da NISA, Peter Wilt, deixou o NISA para ajudar a criar uma futura equipe profissional em Madison, Wisconsin . Um comitê de proprietários de clubes foi formado para eleger uma nova liderança dentro da organização.
Em 31 de agosto de 2018, a NISA entrou com um pedido junto à Federação de Futebol dos Estados Unidos para sancionar como uma liga profissional masculina, jogando na terceira divisão.
Em 16 de fevereiro de 2019, a Liga foi sancionada provisoriamente como uma liga da Divisão III pela Federação de Futebol dos Estados Unidos .

### Desenvolvimento do futebol semi-profissional
Em 27 de abril de 2020, após adiamentos anteriores, o restante da temporada 2019-20 foi cancelado devido à Pandemia de COVID-19. Para substituir foi criada a NISA Independent Cup, com equipes da NISA e outras semiprofissionais. Gaffa FC venceu a Central Plains Region, Detroit City FC conquistou o Great Lakes Region, Maryland Bobcats FC conquistou o Mid-Atlantic Region e Chattanooga FC venceu o Southeast Region.
A primeira liga a anunciar afiliação a NISA foi a Gulf Coast Premier League em 13 de agosto de 2020. Nos dia 3 e 4 de setembro, as ligas Midwest Premier League e Eastern Premier Soccer League também anunciaram afiliação a liga.
No dia 17 de setembro de 2020 a liga anunciou a sua intenção de realizar no futuro uma liga semi-profissional de desenvolvimento.

## Clubes
| Clube                         | Cidade                      | Estádio                                         | Capacidade  | Fundado     | Entrou na Liga | Head coach                      |             |
| Outono 2019                   | Outono 2019                 | Outono 2019                                     | Outono 2019 | Outono 2019 | Outono 2019    | Outono 2019                     | Outono 2019 |
| ----------------------------- | --------------------------- | ----------------------------------------------- | ----------- | ----------- | -------------- | ------------------------------- | ----------- |
| California United Strikers FC | Irvine, California          | Championship Soccer Stadium                     | 5,000       | 2017        | 2019           | Don Ebert                       |             |
| Chattanooga FC                | Chattanooga, Tennessee      | Finley Stadium                                  | 20,668      | 2009        | Primavera 2020 | Bill Elliott                    |             |
| Detroit City FC               | Hamtramck, Michigan         | Keyworth Stadium                                | 7,933       | 2012        | Primavera 2020 | Trevor James                    |             |
| Los Angeles Force             | Whittier, California        | Rio Hondo College                               |             | 2019        | 2019           |                                 |             |
| Maryland Bobcats FC           | Boyds, Maryland             | Maryland SoccerPlex                             | 4,000       | 2016        | 2021           | Phil Nana                       |             |
| Michigan Stars FC             | Pontiac, Michigan           | Ultimate Soccer Arena                           | 5,000       | 1982        | Primavera 2020 | George Juncaj                   |             |
| New Amsterdam FC              | Warwick, Nova Iorque        | Hudson Sports Complex                           |             | 2020        | 2020           | Maximilian Mansfield (interino) |             |
| San Diego 1904 FC             | San Diego, California       | SDCCU Stadium                                   | 70,561      | 2017        | 2019           |                                 |             |
| Stumptown AC                  | Matthews, Carolina do Norte | OrthoCarolina Sportsplex Sportsplex at Matthews | 5,000       | 2019        | 2019           |                                 |             |
| Outros clubes anunciados      |                             |                                                 |             |             |                |                                 |             |
| Chicago House AC              | Chicago, Illinois           | SeatGeek Stadium                                | 20,000      | 2020        | Outono 2021    | TBD                             |             |
| New Jersey Teamsterz FC       | Bayonne, Nova Jérsei        | Don Ahern Veterans Stadium                      | 7,000       | 2017        | Outono 2021    | Javier Romero                   |             |
| New York Cosmos               | Uniondale, Nova Iorque      | Mitchel Athletic Complex                        | 5,000       | 2010        | 2020           | Em hiato                        |             |
| Flower City Union             | Rochester, Nova Iorque      | Marina Auto Stadium                             | 13,768      | 2020        | Primavera 2022 | Em hiato                        |             |

### Ex clubes
| Clube             | Cidade                  | Estádio                 | Capacidade | Entrou na Liga | Temporada final | Situação Atual              |
| ----------------- | ----------------------- | ----------------------- | ---------- | -------------- | --------------- | --------------------------- |
| Miami FC          | Miami, Florida          | Riccardo Silva Stadium  | 23,500     | Outono 2019    | Outono 2019     | Foi para a USL Championship |
| Philadelphia Fury | Filadélfia, Pensilvânia | Franklin Field          | 52,958     | Outono 2019    | Outono 2019     | Inativo                     |
| Atlanta SC        | Alpharetta, Georgia     | St. Francis High School |            | Outono 2019    | Outono 2019     | Inativo                     |
| Oakland Roots SC  | Oakland, California     | Laney College           |            | Outono 2019    | Outono 2020     | Foi para a USL Championship |

## Títulos
| Time                          | NISA Final | Ano | Temporada regular | Anos        | Temporadas |
| ----------------------------- | ---------- | --- | ----------------- | ----------- | ---------- |
| Detroit City FC               |            |     | 1                 | Outono 2020 | 1          |
| California United Strikers FC |            |     | 1                 | Outono 2019 | 1          |
| Miami FC                      |            |     | 1                 | Outono 2019 | 0.5        |